# سيغمون راشر
سيغمون راشر (12 فبراير 1909 - 26 أبريل 1945) كان طبيبًا ألمانيًا في شوتزستافل (سرب الحماية). أجرى تجارب مميتة على البشر تتعلق بالارتفاعات العالية والتجميد وتجلط الدم تحت رعاية قائد قوات الحماية هاينريش هيملر، الذي كانت لزوجته كارولين المكناة نيني ديهل علاقات مباشرة معه. عندما كشفت تحقيقات الشرطة أن الزوجين قد احتالوا على الجمهور بخصوبتهم الخارقة عن طريق توظيف واختطاف الأطفال، قبض عليها وراشر في أبريل 1944. اتهم راشر بارتكاب مخالفات مالية، وقتل مساعده السابق في المختبر، والاحتيال العلمي. وأحضر إلى معسكرات الاعتقال بوخنفالد وداخاو قبل إعدامه. بعد وفاته، حكمت محاكمات نورمبرغ على تجاربه بأنها غير إنسانية وإجرامية.

## النشأة
ولد سيغمون راشر في ميونيخ، وهو الطفل الثالث لهانس أوغست راشر (1880-1952) وهو طبيب ومتابع متحمس لرودولف شتاينر. لذلك، التحق راشر بمدرسة والدورف الأولى في شتوتغارت، وهي مدرسة تعتمد على عالم شتاينر الأنثروبولوجي كنهج في التعليم. وقد تأثر بإهرنفريد فايفر الذي آمن بتأثير الإيقاعات الكونية على عمليات الحياة. أكمل تعليمه الثانوي في مدرسة ثانوية ألمانية في كونستانز عام 1930 أو1931، وقد استخدم كلا التاريخين.

## التعليم وعضوية الحزب
بدأ دراسة الطب في ميونيخ عام 1933، حيث انضم أيضًا إلى الحزب النازي. التاريخ الدقيق لانضمامه غير مؤكد: أصر راشر على أنه كان في الأول من مارس، بينما تظهر الوثائق يوم الأول من مايو. وهذا مهم لأن التاريخ الأول هو قبل 4 أيام من انتصار النازيين في الانتخابات الفيدرالية الألمانية في مارس 1933، في حين أن التاريخ الثاني هو بعد توحيد هتلر للسلطة في 23 مارس من خلال قانون التمكين الخاص به.
بعد تدريبه الطبي، عمل راشر مع والده المطلّق في بازل بسويسرا، وواصل دراساته الطبية هناك، وانضم إلى قوات العمل التطوعي السويسرية. في عام 1934، عاد إلى ميونيخ لإنهاء دراسته، وحصل على الدكتوراه في عام 1936. من خلال منحة الجمعية الألمانية للبحث العلمي DFG وتحت إشراف البروفيسور ترومب في ميونيخ. حتى عام 1939 كان طبيبًا مساعدًا في مستشفى شوابنجر كرانكنهاوس في ميونخ.

## العمل مع سرب الحماية
انتقل راشر في عام 1939 إلى سرب الحماية برتبة جندي. وفي نفس العام، بلغ راشر عن والده، وجند في سلاح الجو الألماني. أكسبته علاقته بالمغنية السابقة كارولين (نيني) ديهل وزواجه منها في نهاية المطاف إمكانية الوصول المباشر إلى قائد قوات الحماية هاينريش هيملر. إن علاقة راشر بهيملر أعطته تأثيرًا هائلًا، حتى على رؤسائه. على الرغم من أنه من غير الواضح طبيعة علاقة ديهل بهيملر، إلا أنها كثيرًا ما تراسلت معه وتوسطت معه نيابة عن زوجها. يقترح أن ديهل ربما كانت عاشقة سابقة لهيملر.
بعد أسبوع من لقائه الأول بهيملر، قدم راشر ورقة بعنوان تقرير عن تطوير وحل بعض المهام الموكلة إلى قائد قوات الحماية خلال مناقشة عقدت في 24 أبريل 1939. انخرط راشر في اختبار مستخلص نباتي كعلاج للسرطان. فضل كيرت بلوم، نائب رئيس صحة الرايخ والمفوض لأبحاث السرطان في مجلس أبحاث الرايخ، اختبار المستخلص على القوارض لكن راشر أصر على استخدام موضوعات الاختبار البشرية. اتخذ هيملر جانب راشر وتم إنشاء محطة اختبار السرطان البشري في داخاو. عمل بلوم في المشروع.

### تجارب الارتفاعات العالية
اقترح راشر في أوائل عام 1941، عندما كان كابتن في الخدمة الطبية في سلاح الجو الألماني، إجراء تجارب على الارتفاعات العالية والضغط المنخفض على البشر. أثناء أخذه دورة في طب الطيران في ميونخ، كتب رسالة لهيملر قال فيها إن دورته تتضمن بحثًا في الطيران على ارتفاعات عالية، وأعرب عن أسفه لعدم إمكانية إجراء اختبارات على البشر لأن مثل هذه التجارب كانت خطيرة للغاية ولم يتطوع أحد. طلب راشر من هيملر أن يضع البشر تحت تصرفه، موضحًا بكل صراحة أن التجارب قد تكون قاتلة، لكن الاختبارات السابقة التي أجريت على القرود لم تكن مرضية. تم الرد على الرسالة من قبل رودولف براندت، مساعد هيملر، الذي أبلغ راشر أنه سيتم توفير السجناء.
رد راشر بعد ذلك على براندت، طالبًا الإذن بإجراء تجاربه في داخاو، وطورت خطط التجارب في مؤتمر في أوائل عام 1942 حضره راشر وأعضاء الخدمة الطبية في سلاح الجو الألماني. أجريت التجارب في فصلي الربيع والصيف من نفس العام باستخدام غرفة ضغط محمولة مقدمة من سلاح الجو. حبس الضحايا في الغرفة، ثم خفض الضغط الداخلي فيها إلى مستوى يتوافق مع الارتفاعات العالية جدًا. يمكن تغيير الضغط بسرعة كبيرة، ما يسمح لراشر بمحاكاة الظروف التي قد يتعرض لها الطيار أثناء السقوط الحر من ارتفاع بدون أكسجين. بعد الاطلاع على تقرير عن إحدى التجارب القاتلة، لاحظ هيملر أنه إذا نجا شخص ما من مثل هذه المعاملة، فيجب العفو عنه بالسجن مدى الحياة. رد راشر على هيملر بأن الضحايا كانوا حتى الآن مجرد بولنديين وسوفييت، وأنه يعتقد أنه لا ينبغي منحهم أي عفو من أي نوع. مات 80 من أصل 200 شخصًا على الفور بسبب التجربة، بينما قُتل الباقون.